# Poetler
Poetler (Russisch: Путлер), vaak uitgebreid tot (Vladje) Vladolf Poetler ((Владье) Владольф Путлер) en in talen als het Engels en het Duits gespeld als Putler, is een denigrerend neologisme gevormd door het samenvoegen van de namen Vladimir Poetin en Adolf Hitler. De naam wordt gebruikt in de slogan "Putler Kaput!" (Russisch: Путлер Капут!) en door tegenstanders van Poetin en de Russische invasie van Oekraïne sinds 2022.

## Etymologie
De meningen over de oorsprong van het woord "Poetler" zijn verdeeld. Volgens de Russische taalkundige Boris Sjarifoellin werd het bedacht in Rusland. Volgens de Franse historica Marlène Laruelle is het woord "Poetler" bedacht door de Oekraïense pers.

## Gebruik
Het woord "Poetler" werd gemeengoed onder de oppositie in Rusland, Oekraïne en hierbuiten. Het gebruik van de Duits klinkende slogan Putler Kaputt door Russen vertegenwoordigt een verandering van taal als een speciale speelpositie, waardoor deze woorden worden gebruikt door een buitenlander, terwijl de woorden nog steeds voor Russen begrijpelijk zijn.

### Binnenland
De slogan trok in 2009 beroemdheid en veroorzaakte veel juridische conflicten in Rusland. Een deelnemer aan een protest dat georganiseerd werd door de Communistische Partij van de Russische Federatie op 31 januari 2009 in Vladivostok droeg een bord met de slogan "Putler kaput!" Het protest was gericht tegen nieuwe invoerrechten op gebruikte auto's. Het Russisch Openbaar Ministerie in Vladivostok heeft de regionale commissie van de partij gewaarschuwd in verband met dit plakkaat. De regionale commissie reageerde door deze tekst op haar website te plaatsen:
In april 2009 werd de slogan bij wet verboden. De slogan werd door het Laboratorium in Primorski voor Forensische Expertise van het Ministerie van Justitie van de Russische Federatie "een emotionele beoordeling van de persoonlijkheid of activiteiten van Vladimir Poetin als staatshoofd en beledigend van aard."

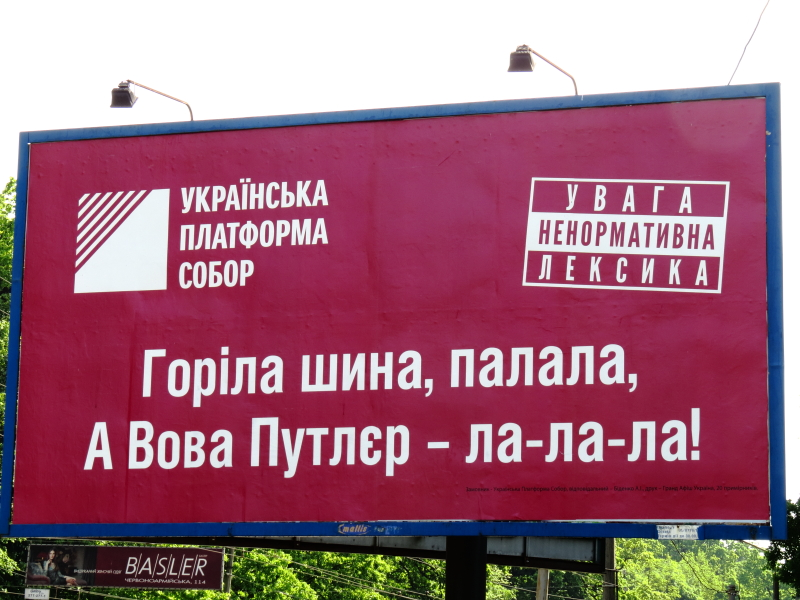
Verkiezingsposter van het Oekraïense platform "Sobor" in 2014. Het bijschrift zegt: "De band stond in brand en Vova Poetler la-la-la".

De slogan werd na 2014 steeds populairder. Het was genomineerd voor de wedstrijd "Woord van het Jaar 2014" na de annexatie van de Krim door Rusland, die politici en journalisten vergeleken met de Anschluss van Oostenrijk in 1938, waarna Nazi-Duitsland de Tweede Wereldoorlog ontketende. De Washington Post citeerde zulke verklaringen en publiceerde foto's van Oekraïense demonstranten met posters met de tekst "Poetler - handen af van Oekraïne" en "Putler Kaput!" en karikaturale tekeningen die de gelaatstrekken van Vladimir Poetin en Adolf Hitler met elkaar combineren. Meerdere Russische linguïsten zagen deze verklaringen als een opzettelijke negatieve Karakteriktuur over Poetin.
Volgens Rodger Jones was de aanwijzing "Poetler" "prominent" gedurende de protesten in 2014 voor de Russische ambassade in Washington.
In juli 2014, na het verschijnen van foto's van de FIFA wereldbeker, waar Vladimir Poetin en de Duitse bondskanselier Angela Merkel naast elkaar zitten te kijken naar een voetbalwedstrijd, verschenen er reacties onder deze foto op sociale media, met de tekst "Dank u, mevrouw Poetler" (Duits: Danke, Frau Putler). Volgens The Guardian zijn deze reacties afkomstig van Oekraïners die niet tevreden zijn over het standpunt van de bondskanselier in verband met de Russisch-Oekraïense Oorlog.
Het woord "Poetler" wordt vaak gebruikt in academische en journalistieke onderzoeken bij het vergelijken van beledigend taalgebruik tegen Russen en Oekraïners. Het woord wordt over het algemeen gebruikt in combinatie met negatieve werkwoorden.
Verwijzingen naar "(Vladolf) Poetler" zijn een veelvoorkomend verschijnsel bij internationale protesten tegen de Russische invasie van Oekraïne sinds 2022.

## Bron
- Dit artikel of een eerdere versie ervan is een (gedeeltelijke) vertaling van het artikel Putler op de Engelstalige Wikipedia, dat onder de licentie Creative Commons Naamsvermelding/Gelijk delen valt. Zie de bewerkingsgeschiedenis aldaar.